# Bräunlingen

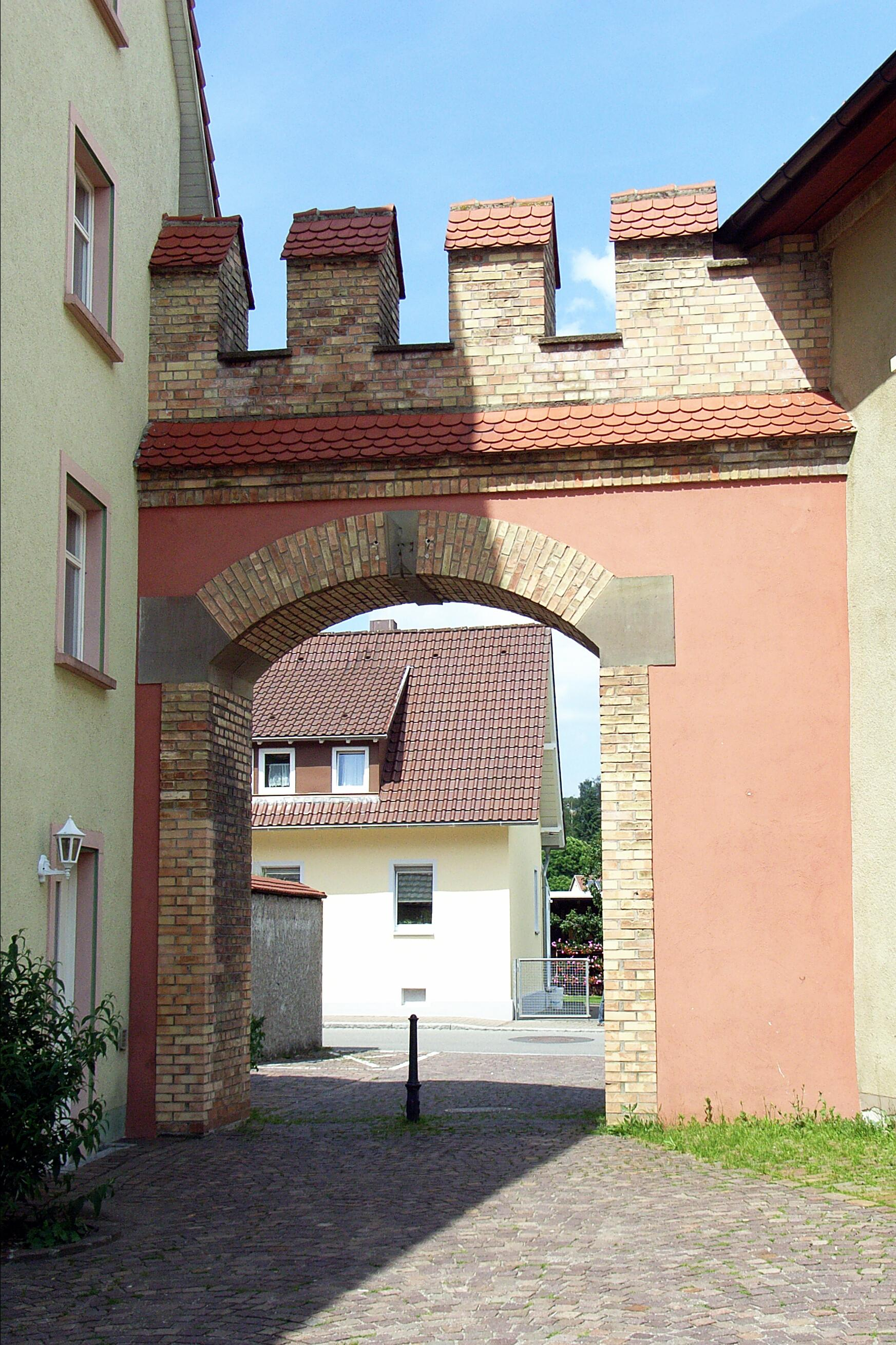
Ein erhaltener Teil der alten Stadtmauer

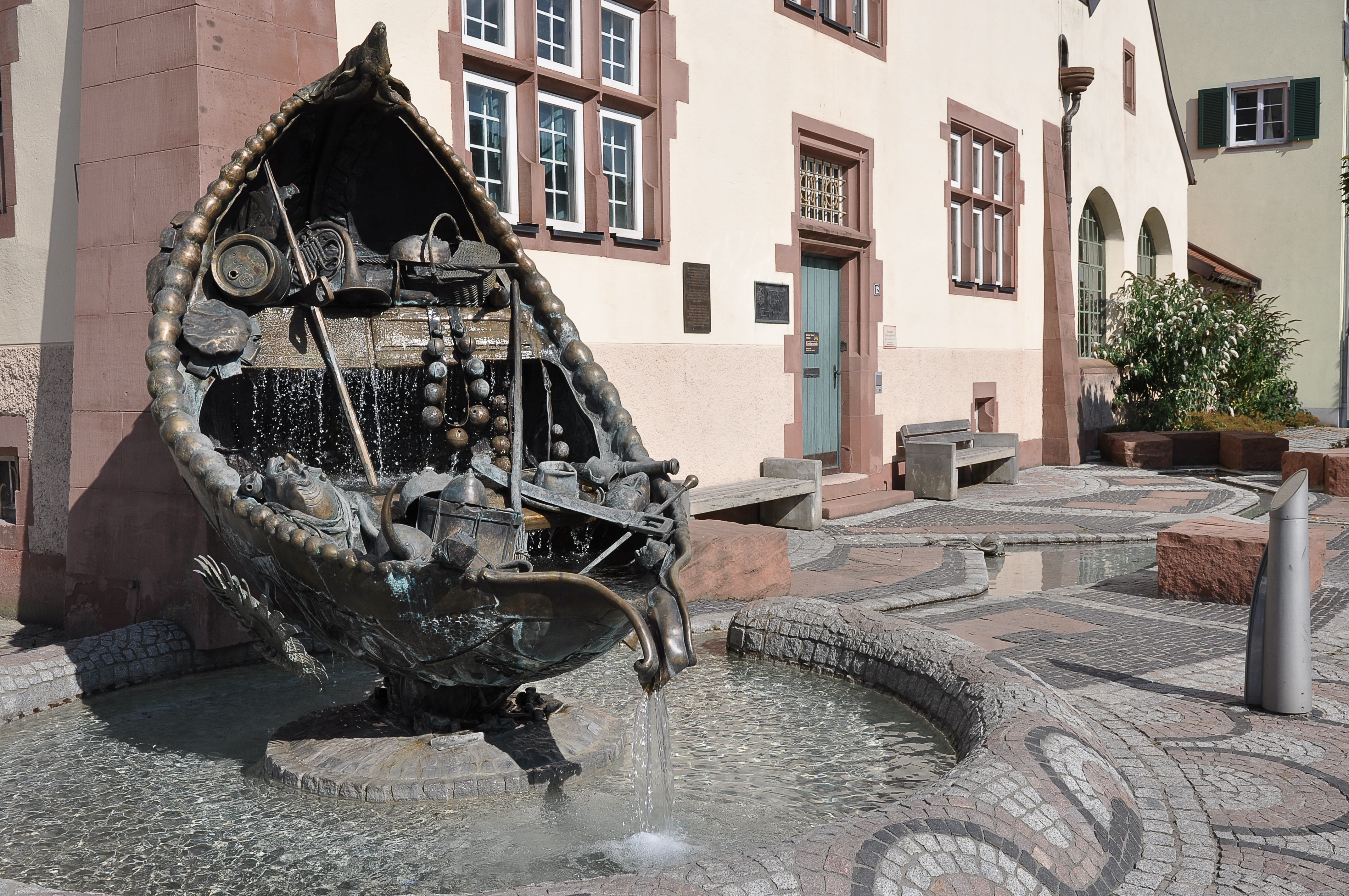
Brunnen „Narrenschiff“ am Zunfthaus

Bräunlingen (alemannisch Brilinge) ist eine Kleinstadt im Schwarzwald-Baar-Kreis in Baden-Württemberg. Sie liegt an der Breg, einem Quellfluss der Donau, und gehört zur Region Schwarzwald-Baar-Heuberg. Die nächste größere Stadt ist Donaueschingen.

## Geographie

### Geographische Lage
Die Stadt liegt auf dem Hochplateau der Baar östlich des südlichen Schwarzwalds, wobei die westlichen Teile des Gemeindegebiets dem Schwarzwald zuzuordnen sind und bis 1040 m hoch liegen. Der eigentliche Stadtkern liegt aber in einer Talmulde auf knapp 700 m. Die Breg durchfließt den Norden der Stadt, der Brändbach den Süden, um sich dann östlich der Stadt mit der Breg zu vereinen.
Der Ortsteil Döggingen liegt genau auf der Europäischen Wasserscheide.

### Stadtgliederung
Zur Stadt Bräunlingen mit den früher selbstständigen Gemeinden Döggingen, Mistelbrunn, Unterbränd und Waldhausen gehören die Stadt Bräunlingen und 16 weitere Dörfer, Höfe und Häuser. Zur Stadt Bräunlingen in den Grenzen von vor der Gemeindereform der 1970er-Jahre gehören die Stadt Bräunlingen, das Dorf Bruggen mit der abgegangenen Wasserburg Bruggen, die Höfe Beim Schachenhof (Schachen), Hölzlehof und Ziegelhof und die Wohnplätze Forsthaus, Kraftwerk und Waldhüterhaus. Zur ehemaligen Gemeinde Döggingen gehören das Dorf Döggingen und die Wohnplätze Guggenmühle und Brand. Zur ehemaligen Gemeinde Mistelbrunn gehören das Dorf Mistelbrunn und das Gehöft Kohlwald. Zur ehemaligen Gemeinde Waldhausen gehören das Dorf Waldhausen, das Gehöft Waldhauserhof und die Wohnplätze Bittelbrunn und Forsthaus.
 Im Stadtteil Bräunlingen liegt der aufgegangene Burgstall Dellingen und die abgegangenen Ortschaften Briburg, Deckenhofen, Öde Kirche, In Stetten und Habseck. Im Stadtteil Unterbränd liegen der Burgstall Kirnberg und im Stadtteil Waldhausen liegen die abgegangenen Ortschaften Ordenhofen, Stegen und Steingart.

### Nachbargemeinden
Die Stadt grenzt im Norden an Donaueschingen, im Osten und Süden an Hüfingen, im Süden bis Westen an Löffingen, im Nordwesten an Eisenbach und Vöhrenbach.

## Geschichte

### Vor- und Frühgeschichte
Ein Fundstück aus der Umgebung Bräunlingens aus der Merowingerzeit ist ausgestellt in der Schatzkammer des Archäologischen Museums Colombischlössle in Freiburg im Breisgau: ein mit Gold, Edelsteineinlagen und einer Bernsteinperle verziertes Prachtschwert.

### 9. bis 17. Jahrhundert
Bräunlingen wurde 802 als Brülingen erstmals urkundlich erwähnt. Während der Zeit der Stammesherzogtümer lag Bräunlingen im Herzogtum Schwaben. Das Stadtrecht erhielt Bräunlingen im Jahr 1305. Im gleichen Jahr ging es von Heinrich II. von Fürstenberg an die Habsburger über und gehörte fortan in Vorderösterreich zum Oberamt Breisgau, mit dem es 1806 an das Großherzogtum Baden fiel. Die Stadt war damit ebenso Zähringer- und später Habsburgerstadt wie auch Villingen und Freiburg im Breisgau. Seit dem 1. Januar 2022 führt Bräunlingen daher die offizielle Zusatzbezeichnung „Zähringerstadt“.
1635 begannen in der habsburgischen Stadt Bräunlingen Hexenprozesse. In den Hexenverfolgungen wurden gegen insgesamt 14 Personen inquiriert, mindestens fünf Frauen und ein Mann wurden hingerichtet.
Im Stadtgebiet befinden sich die Ruinen der Burg Bräunlingen und Burg Dellingen.

### 18. bis 20. Jahrhundert
1719 hat Bräunlingen unter einer Brandkatastrophe gelitten. 1740 begann der Österreichische Erbfolgekrieg, bei dem auch Bräunlingen einquartiert und belastet war. 1768 wird der Wald bei Bräunlingen Herrschaftswald. Durch den Frieden von Preßburg wurde Bräunlingen 1806 von Vorderösterreich an das zum Königreich erhobene Württemberg abgegeben und wurde am 12. September 1806 an das Großherzogtum Baden übergeben. 1846 wurden die Dependenzorte Bubenbach, Hubertshofen, Oberbränd und Unterbränd selbstständig. Am 15. Februar 1990 hatte Bräunlingen mit einer Hochwasserkatastrophe zu kämpfen.

### Eingemeindungen
Am 1. September 1939 wurde Bruggen eingemeindet. Am 1. Januar 1971 wurde die bis dahin selbstständige Gemeinde Döggingen eingemeindet. Am 1. April 1972 erfolgte die Eingemeindung von Mistelbrunn, Unterbränd und Waldhausen.
Sowohl die Kernstadt Bräunlingen als auch alle Stadtteile gehörten bis zum 31. Dezember 1972 dem Landkreis Donaueschingen an.

## Religionen

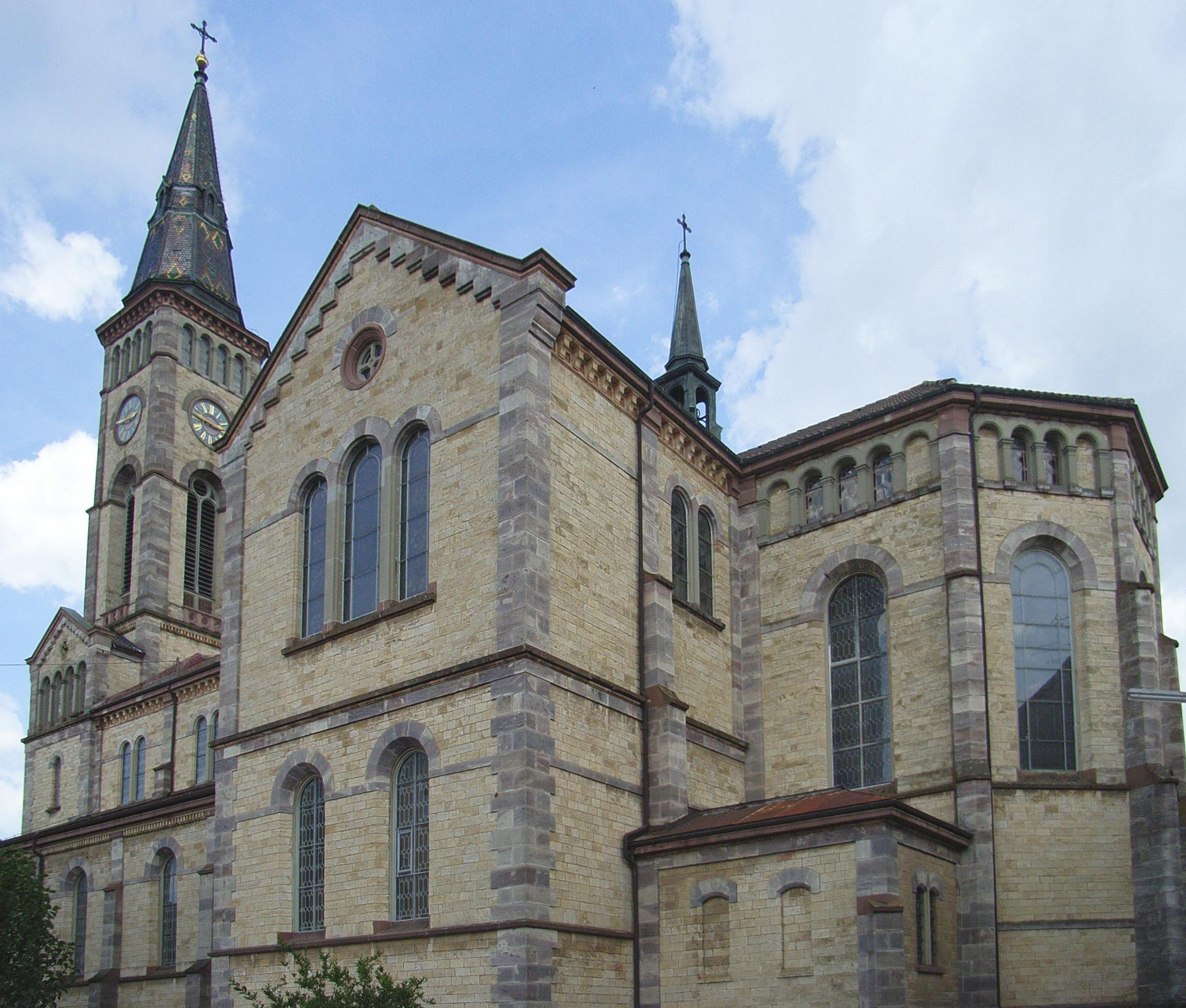
Die Stadtkirche „Unsere Liebe Frau vom Berge Karmel“

Auch nach der Reformation blieb Bräunlingen aufgrund der Zugehörigkeit zu Vorderösterreich vorwiegend katholisch geprägt. Heute gehören 67 % der Einwohner der katholischen Kirche an und 12 % der evangelischen Landeskirche.
- Zur katholischen Pfarrei Unsere Liebe Frau vom Berge Karmel gehören außer der Pfarrkirche in der Kernstadt auch die Filialgemeinden St. Blasius in Waldhausen, St. Antonius in Bruggen und St. Anna in Unterbränd. Darüber hinaus existiert die Pfarrei St. Mauritius in Döggingen. Beide Pfarreien gehören zur Seelsorgeeinheit Auf der Baar im Dekanat Schwarzwald-Baar des Erzbistums Freiburg.

- Zur evangelische Kirchengemeinde Hüfingen-Bräunlingen gehört die Friedenskirche in Hüfingen. Die ehem. Auferstehungskirche in Bräunlingen (1969–2022) wurde entwidmet und ist nun „Haus der Musik“ der Stadtkapelle Bräunlingen.

## Politik

### Gemeinderat
Die Kommunalwahl am 9. Juni 2024 führte bei einer Wahlbeteiligung von 66,2 % (+ 2,0) zu folgendem Ergebnis:

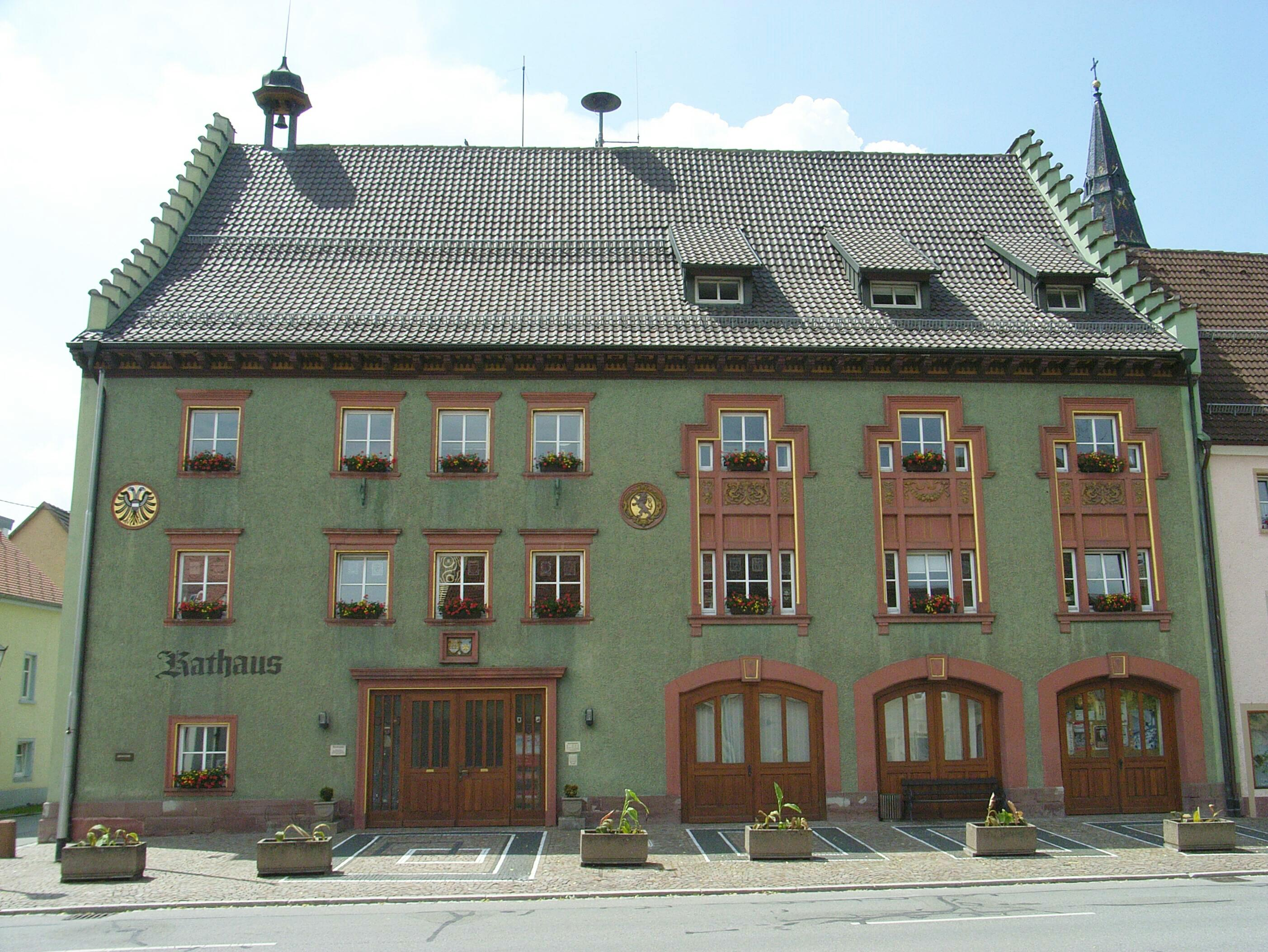
Rathaus

| Partei/Liste                  | Stimmenanteil | +/− %p | Sitze | +/− |
| ----------------------------- | ------------- | ------ | ----- | --- |
| CDU                           | 33,8 %        | − 1,6  | 8     | + 1 |
| FDP                           | 27,9 %        | + 1,5  | 6     | + 1 |
| SPD                           | 10,3 %        | + 1,9  | 2     | ± 0 |
| Unabhängige Liste / Gruppe 84 | 28,1 %        | − 1,6  | 6     | + 1 |

### Bürgermeister (seit 1900)
- Bertsche, Josef:        1899–1919
- Müller, Martin:           1919–1933
- Hummel, Julius:        1933–1945
- Zirlewagen, Johann: 1945–1948
- Blenkle, Bernhard:    1948–1969
- Schneider, Karl:        1970–1985
- Guse, Jürgen:           1986–2017
- Bächle, Micha:          seit 2018

Seit 1. Januar 2018 amtiert Micha Bächle (* 1985) als Bürgermeister. Er wurde bei der Bürgermeisterwahl am 22. Oktober 2017 im ersten Wahlgang mit 68,1 % der Stimmen gewählt. Zuvor war er seit 2009 für die Christlich Demokratische Union Deutschlands Stadtrat in Löffingen.

### Wappen
Die Bräunlinger Stadtfarben sind Gelb-Rot.
| Wappen der Stadt Bräunlingen | Blasonierung: „In Gold (Gelb) ein roter Löwe.“ |
| Wappen der Stadt Bräunlingen | Wappenbegründung: Der erste Abdruck des Stadtsiegels von 1305 zeigt bereits den Löwen. Das älteste kolorierte Stadtwappen stammt aus dem Jahre 1733 und zeigt die heute gebräuchlichen Tinkturen. Es lag nahe, im Bräunlinger Wappentier den Habsburger Löwen zu sehen, jedoch stammt das älteste Siegel noch aus der Zeit vor dem Übergang der Stadt an Habsburg. |

Wappen der ehemals eigenständigen Gemeinden

Unterbränd
Waldhausen

### Städtepartnerschaften
Die Stadt Bräunlingen unterhält mit der Gemeinde Bannewitz in Sachsen eine Städtepartnerschaft. Außerdem ist Bräunlingen mit den übrigen Zähringerstädten freundschaftlich verbunden.

## Wirtschaft und Infrastruktur

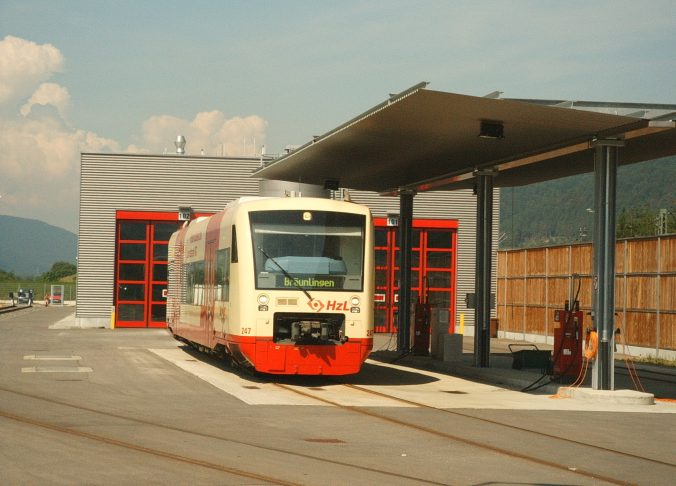
Ringzug mit Fahrtziel Bräunlingen im Betriebswerk der HZL in Immendingen

### Verkehr

#### Bahnverkehr
Die Stadt liegt an der Bregtalbahn. Bis 1971/1972 führte sie von Donaueschingen nach Furtwangen. Heute ist Bräunlingen jedoch Endpunkt. Der Bahnhof ist an das Ringzug-System angeschlossen und besitzt werktags stündliche Verbindungen nach Hüfingen, Donaueschingen, Villingen, Trossingen und Rottweil. Bräunlingen gehört dem Verkehrsverbund Schwarzwald-Baar (VSB) an.

#### Radverkehr
Durch Alltagsrouten aus dem Radnetz Baden-Württemberg ist Bräunlingen über Hüfingen mit Donaueschingen und an Blumberg vorbei mit Schaffhausen verbunden, außerdem an Löffingen vorbei mit Titisee-Neustadt.
Der Landes-Radfernweg Schwarzwald-Panorama-Radweg von Pforzheim nach Waldshut-Tiengen verbindet Villingen über Brigachtal und das zu Donaueschingen gehörende Wolterdingen mit Bräunlingen und führt über die Ortsteile Waldhausen und Unterbränd, den Kirnbergsee und die Lange Allee nach Titisee-Neustadt.
Auf der ehemaligen Trasse der Bregtalbahn befindet sich ein Radweg, der Bräunlingen über den Ortsteil Bruggen und Wolterdingen mit Vöhrenbach und Furtwangen verbindet.
Entlang der Kreisstraßen verlaufen Radwege direkt in die Nachbarstadt Donaueschingen und den Ortsteil Döggingen.

#### Fernstraße und Bahnverkehr in Döggingen
Der Ortsteil Döggingen ist über die Bundesstraße 31 (Breisach – Sigmarszell) mit dem überregionalen Straßennetz verknüpft; hier befindet sich auch ein Bahnhof an der Strecke (Freiburg–) Neustadt–Donaueschingen. Sowohl die Schiene als auch die Straße führen unter Döggingen durch: Dögginger Tunnel und Tunnel Döggingen.

### Ansässige Unternehmen
Bräunlingen war bis zum Beginn des 20. Jahrhunderts landwirtschaftlich und handwerklich geprägt, wobei entlang der Breg und des Brändbaches Getreidemühlen, Ölmühlen, Sägemühlen oder Hammermühlen betrieben wurden. Ab 1905 lieferte das städtische Elektrizitätswerk mit einem ersten Kraftwerk in der Zähringerstraße, dem heutigen Zunfthaus der Narrenzunft Eintracht Bräunlingen, elektrische Energie. 1922 wurde am Kirnberg der Brändbach zum Kirnbergsee aufgestaut und im Ortsteil Waldhausen ein Speicherkraftwerk errichtet.
- Die Firma Straub-Verpackungen[13] fertigt Verpackungen.
- Die Löwenbrauerei Bräunlingen Friedrich Kalb KG ist eine regional tätige Bierbrauerei.
- Die Emil Frei GmbH & Co. KG ist ein Hersteller von System-, Pulver-, Industrie- und Elektrotauchlacken.

### Bildung
In der Kernstadt Bräunlingen gibt es eine Grundschule mit Schulkindbetreuung. Die Hauptschule wurde 2011 geschlossen. Im Ortsteil Döggingen besteht mit der Gauchachschule eine weitere Grundschule. Für die jüngsten Einwohner gibt es zwei römisch-katholische und einen kommunalen Kindergarten.

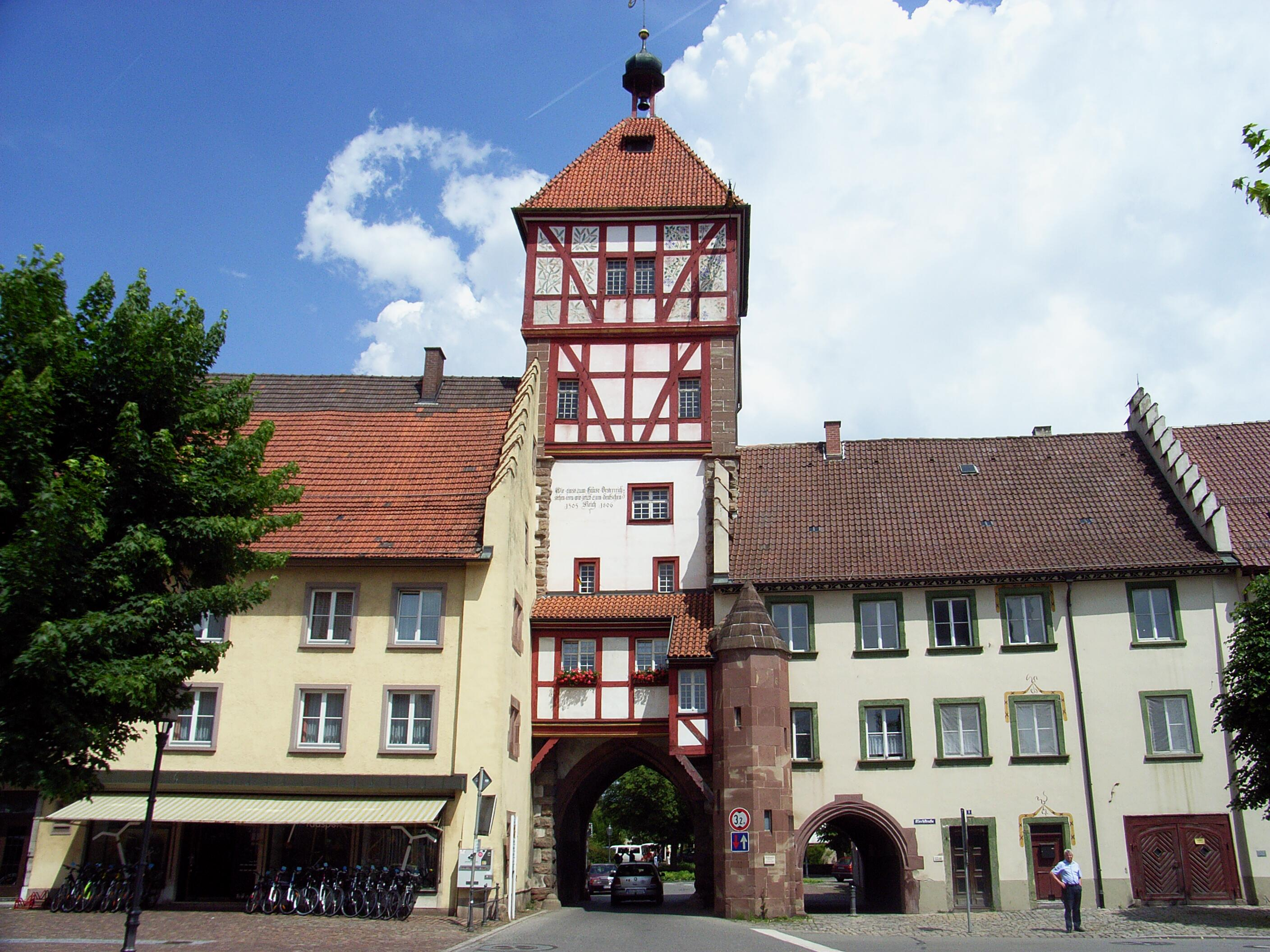
Mühlentor

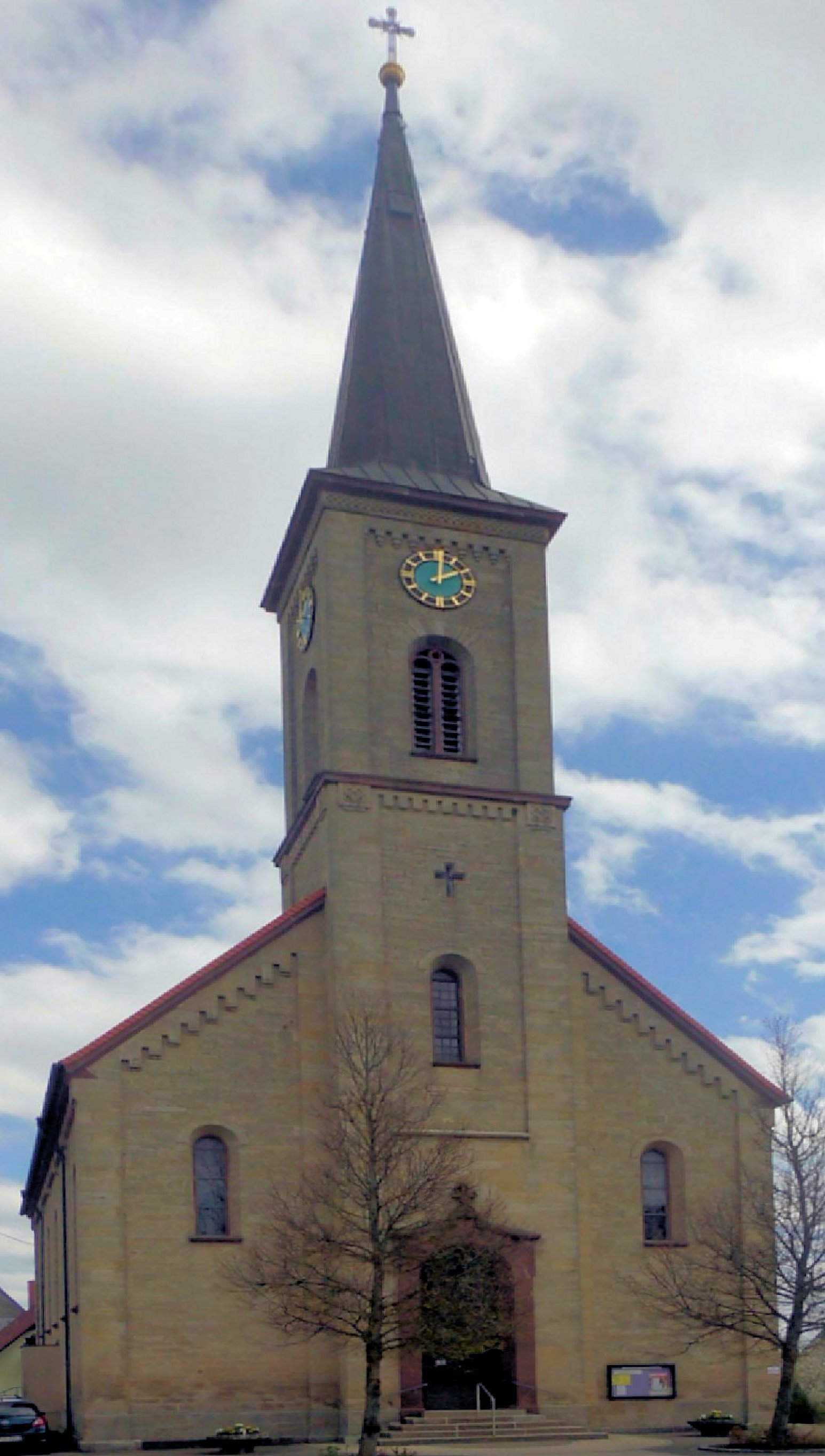
Kirche St. Mauritius in Döggingen

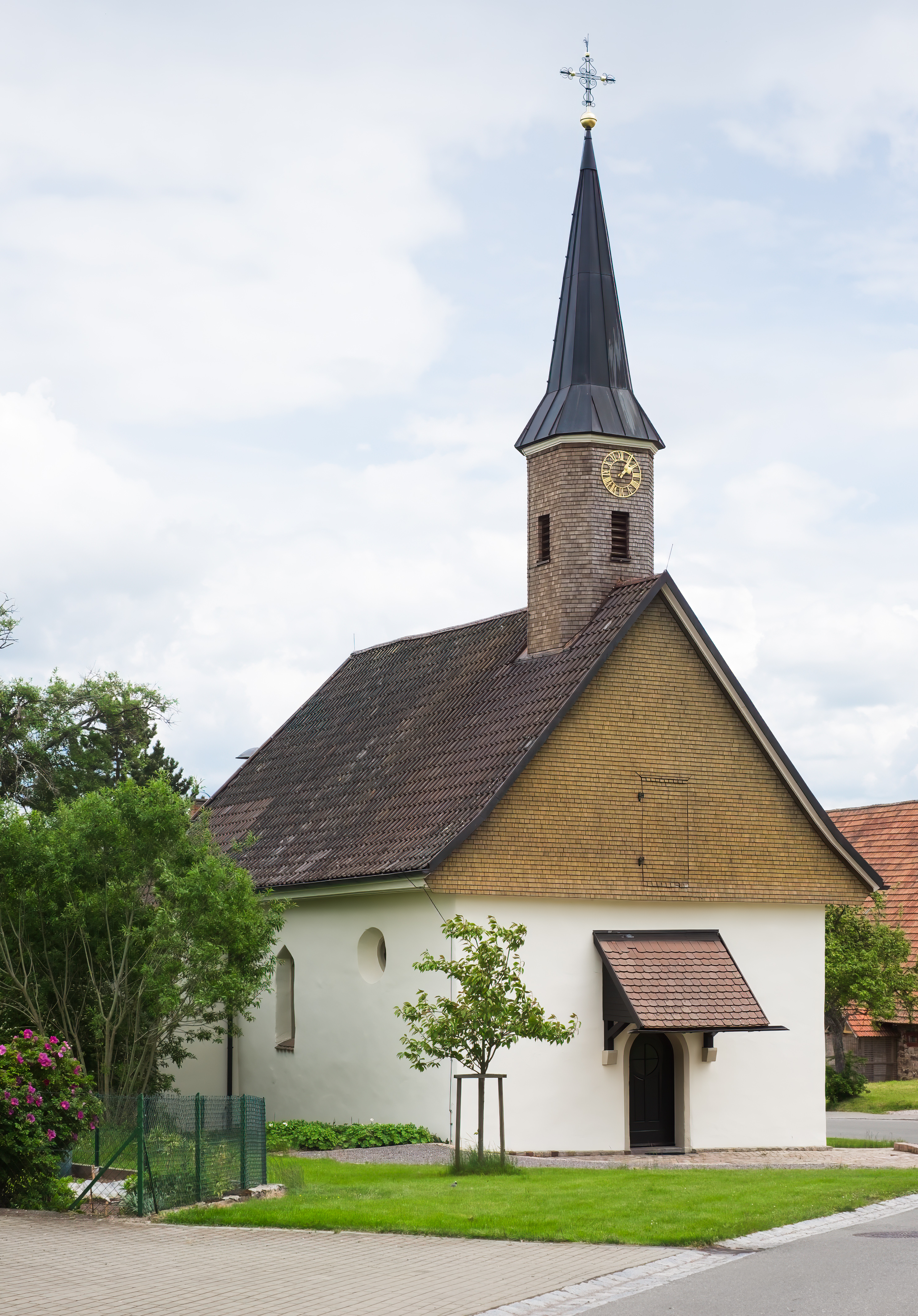
Marcuskapelle Mistelbrunn

## Kultur und Sehenswürdigkeiten

### Kulturdenkmale
- zahlreiche historische Brunnen
- Historisches Stadttor „Mühlentor“ und Stadtmauer
- Das Denkmal für Großherzog Friedrich I. von Baden, geschaffen von dem Bildhauer Wilhelm Sauer, enthüllt im Jahr 1909
- Kapelle St. Markus in Mistelbrunn.[14] Hier ein altes Bildnis der Ruchtraut von Allmendshofen.
- Stadtkirche Unsere liebe Frau vom Berge Karmel, 1881–1883 von Adolf Weinbrenner.
- St. Remigius oder Remigiuskirche,[15] ehemalige Pfarrkirche (bis 1694), deren Turm um das Jahr 1000 entstanden ist[16]
- Kirche St. Mauritius in Döggingen
- Ottilien-Kapelle auf dem Lützelberg, 1723 bis 1726 erbaut

### Museen
- Im Kelnhof befindet sich seit 1988 das Heimatmuseum, das zuvor seit 1923 im alten Schulhaus untergebracht war.
- Fasnachtsmuseum der Narrenzunft Bräunlingen zur Geschichte der Zunft sowie Sammlung der historischen Fasnachtsfiguren.

### Wassertretstellen
- Drei Wassertretstellen (siehe: Liste öffentlicher Kneipp-Anlagen im Schwarzwald-Baar-Kreis)

### Regelmäßige Veranstaltungen

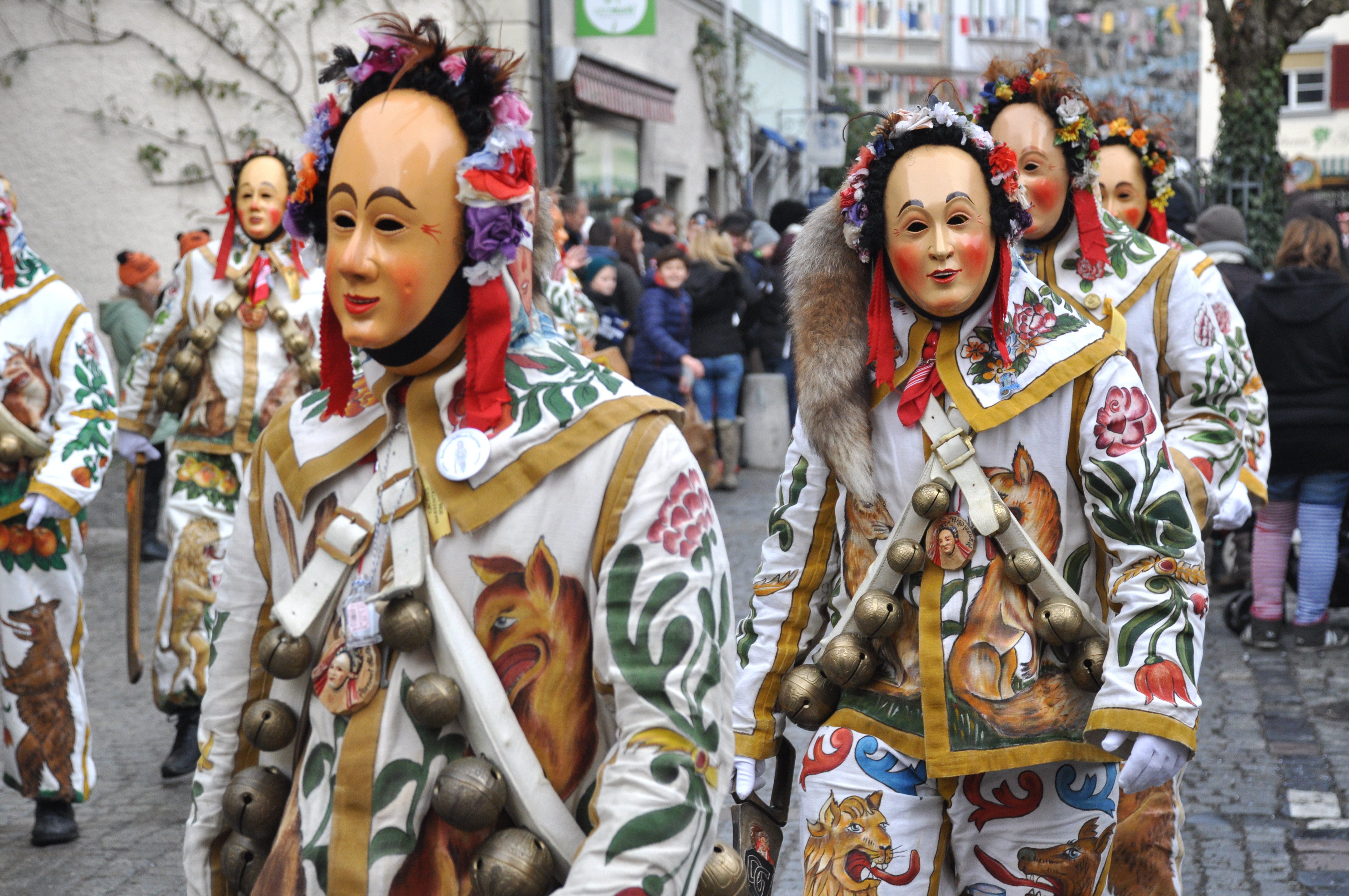
Stadthansel der Narrenzunft Bräunlingen

- Alemannische Fasnet: Die Narrenzunft Bräunlingen ist Gründungsmitglied der Vereinigung Schwäbisch-Alemannischer Narrenzünfte. Ihre Fasnetsfiguren sind der Stadthansel und der Blumennarr (beide Weißnarren), die Urhexe (eine Fastnachtshexe) und der Stadtbock (ein Ziegenbock als Einzelfigur) mit Treibern. Die Gruppen der Stadtwehr und der „Trummler“ ergänzen das bunte Bild der Zunft. Zur Fasnetszeit finden in Bräunlingen zahlreiche Veranstaltungen statt, darunter der Rieswälläball, der Zunftball, der Ball i dä Hall, der Hemdglonkerumzug, die Schauspielfasnet am Fasnetmentig (Fastnachtsmontag) und die Geldbeutelwäsche am Mittwoch.
- Schwarzwald-Marathon (seit 1968, 2. Oktoberwochenende)
- Laien Man Triathlon (am Kirnbergsee, seit 2002)
- Straßenmusiksonntag (alle 2 Jahre)
- Kilbig mit Schätzilimarkt (3. Oktoberwochenende)

### Sport
Der Hockey Club Bräunlingen wurde 2002 gegründet und spielte mehrfach in der Inline-Skaterhockey-Bundesliga.
Der durch die Brändbachtalsperre gestaute Kirnbergsee wird als Naherholungsgebiet genutzt.

## Söhne und Töchter der Stadt
- Jakob Watterdinger, von 1573 bis 1594 Abt des Klosters St. Trudpert
- Placidus Rösch (* 1618), von 1659 bis 1670 Abt des Klosters St. Peter auf dem Schwarzwald
- Johann Baptist Weber (1756–1826), Baumeister des frühen Klassizismus in Südwestdeutschland
- Joseph Fuchs (1810–1880), Historienmaler
- Benedikt Widmann (1820–1910), Musikpädagoge und Komponist
- Johann Baptist Tuttiné (1838–1889), Großherzoglich Badischer Hofmaler
- Wolfgang Ketterer (1920–2009), Kunsthändler
- Tilmann Moser (1938–2024), Psychoanalytiker und Körperpsychotherapeut
- Hermann Ohlicher (* 1949), Fußballspieler (VfB Stuttgart).
- Edgar Nobs (* 1953), Fußballspieler
- Uli Kürner (* 1961), Jazzgitarrist und Installationskünstler
- Robert Hofacker (* 1967), Fußballspieler (Stuttgarter Kickers, SSV Reutlingen 05)

## Persönlichkeiten, die mit der Stadt verbunden sind
- Martin Braun (1808–1892) stattete die Pfarrkirche St. Mauritius mit einer Orgel aus.
- Gebrüder Moroder, statteten 1905 die Mauritiuskirche mit einem Hochaltar aus.[17]
- Ali Günes (* 1978), türkischer Fußballspieler; spielte in seiner Jugend für den FC Bräunlingen.